# Verbund Austrian Hydro Power
Verbund Austrian Hydro Power je vodilno avstrijsko podjetje, ki deluje na področju pridobivanja in prodaje električne energije.
Podjetje tako upravlja z 116 elektrarnami; od tega je 107 hidroelektrarn in 9 termoelektrarn.